# Russell Van Horn
Russell Van Horn est un boxeur américain né le 30 juillet 1885 en Pennsylvanie et mort le 11 mars 1970 à Wickenburg, Arizona.

## Carrière
Il a remporté aux Jeux olympiques d'été de 1904 à Saint-Louis la médaille de bronze dans la catégorie poids légers. Après une première victoire contre Arthur Seward par disqualification, Van Horn perd aux points en demi-finale face à son compatriote Jack Egan.

## Palmarès

### Jeux olympiques
- Jeux olympiques de 1904 à Saint-Louis (poids légers)

## Référence
1. ↑  (en) Résultats des Jeux olympiques 1904 (amateur-boxing.strefa.pl)